# برگشتن بخت (فیلم ۲۰۰۳)
برگشتن بخت (انگلیسی: Reversal of Fortune) یک فیلم کُره‌ای در سبک کمدی رمانتیک است که در سال ۲۰۰۳ منتشر شد.